# Мате Рімац
Мате Рімац (нар. 12 лютого 1988, Ливно) — хорватський новатор, підприємець та засновник хорватської автомобільної компанії Rimac Automobili. Рімац почав моделювати електричний суперкар у віці 20. Рімац був названий хорватським підприємцем року та увійшов до рейтингу Forbes ТОП-30 до 30 в 2017 році.

## Життєпис
Рімац народився у Ливно 1988 року. Його сім'я переїхала до Франкфурта, Німеччина, коли йому було три роки, і вони прожили там до 2000 року, коли переїхали до Самобора, Хорватія.
У 2010 році здобув ступінь бакалавра з управління підприємницькою діяльністю.
Після того, як бензиновий двигун його BMW E30 323i вибухнув під час однієї гонки у 2006 році, Рімац вирішив перетворити машину на електричну. Він працював над цим в гаражі батьків у Самоборі і купував для неї запчастини в Інтернеті. Це стало основою автомобільної компанії, яку він створив пізніше.

## Кар'єра
Rimac Automobili
У 2009 році Рімац заснував компанію з виробництва автомобілів Rimac Automobili у місті Света Неделя поблизу Загреба. Електромобіль Rimac Concept One, перший розроблений та виготовлений компанією Rimac Automobili, був представлений на автовиставці у Франкфурті у 2011 році. Автомобіль включав 24 запатентовані новинки компанії і його називали першим у світі електричним суперкаром.
Greyp Bikes
У 2008 році Рімац заснував  компанію Greyp Bikes з метою виготовлення високоефективних електричних велосипедів, за допомогою яких він "має намір змінити світ".